# Clint Hamann
Clint Hamann (* 15. Januar 2003) ist ein deutscher Basketballspieler.

## Werdegang
Hamann erlernte das Basketballspiel beim BBC 90 Köpenick in Berlin. Im Rahmen des Wettbewerbs Talente mit Perspektive wurde er 2016 in den Perspektivkader des Deutschen Basketball-Bunds berufen. Danach spielte Hamann als Jugendspieler für Higherlevel Berlin und Alba Berlin. 2022 gewann er mit der NBBL-Mannschaft von Alba Berlin die deutsche U19-Meisterschaft.
Im Herrenbereich sammelte er Erfahrung bei der zweiten Herrenmannschaft von Alba Berlin in der 2. Regionalliga. Ab 2022 wurde er des Weiteren beim SSV Lokomotive Bernau in der 2. Bundesliga ProB eingesetzt.
Nach seinem Wechsel zu den Rostock Seawolves im Sommer 2024 bestritt Hamann im März 2025 seinen ersten Einsatz in der Basketball-Bundesliga. Er spielte vorwiegend in Rostocks zweiter Mannschaft in der 2. Bundesliga ProB, mit der er in der Saison 2024/25 Tabellenletzter wurde. In der Bundesliga kam er auf sieben Kurzeinsätze für die Norddeutschen.
Im Sommer 2025 wurde Hamann vom Drittligisten BG Leitershofen/Stadtbergen verpflichtet.